# The Sun (1893–1906)
The Sun var en i London utgiven engelsk tidning.
The Sun uppsattes 1893 av Thomas Power O'Connor, var en halvpennys kvällstidning, skiftade ägare och politisk färg samt nedlades 1906. Den saknar helt koppling till den nutida tidningen med samma namn (The Sun).